# SSAB
SSAB ABは、スウェーデン・ストックホルムに本社を置く鉄鋼メーカー。1978年設立。企業名はSvenskt Stål AB（スウェーデン鉄鋼株式会社）の頭字語である。日本法人はスウェーデンスティール株式会社。ナスダック・ストックホルムおよびナスダック・ヘルシンキに株式を上場する。

## 沿革

### 設立
SSABのルーツは1878年にスウェーデン・ダーラナ地方のDomnarvetで運営開始した製鉄所に遡るが、1970年代の鉄鋼業停滞の表面化を受け、Domnarvet製鉄所を含む鉱山および製鉄所運営企業体のStora Kopparbergs Bergslags AB、鉱山および製鉄所運営企業体のGränges AB、ルレオにある国営製鉄所のNorrbottens Järnverk ABの3社が1978年に合併し、国営企業として設立された。1988年にスウェーデン政府の保有する株式が売却され公開企業となった。

### 事業拡大
2007年にアメリカ合衆国のアイオワ州やアラバマ州に拠点を持つIPSCOを買収した。
2014年にフィンランドの同業Rautaruukkiを買収し統合、Rautaruukkiはフィンランド政府の投資会社であるSolidium Oyが保有していたため、同社がSSABの主要株主の一つとなった。2021年にSolidium Oyの保有株式はフィンランド政府の保有となった。
現在の主要株主は、スウェーデンのルオッサヴァーラ＝キルナヴァーラ、アメリカのステート・ストリート・バンク・アンド・トラストカンパニー、フィンランド政府である。アメリカ合衆国・スウェーデン・フィンランドの3カ国で売上の過半数となっている。

## 日本法人
日本法人「スウェーデンスティール株式会社」は、東京（港区）にオフィスを持つ。